# Clanoneurum
Clanoneurum Becker, 1903, è un genere di insetti della famiglia degli Ephydridae (Diptera: Schizophora).

## Descrizione
Gli adulti sono moscerini di colore nero, con tegumento più o meno lucente e di aspetto polveroso per la diffusa pubescenza.
Il capo ha un profilo subtriangolare alla vista laterale, per la conformazione della faccia, non prominente e priva di carena facciale. Occhi ben sviluppati, occupanti quasi completamente il profilo laterale del capo, da cui emergono solo le postgene. Queste ultime hanno un profilo posteriore ampio e arrotondato e formano un angolo ottuso nel raccordo con l'occipite. Antenne relativamente lunghe, con arista pettinata, provvista di una serie di raggi dorsali, e primo flagellomero oblungo. Faccia glabra, provvista solo di due serie verticali di setole facciali allineate lungo i margini laterali.
Il torace è moderatamente sviluppato in altezza. Nella chetotassi si evidenzia come carattere diagnostico l'assenza di setole dorsocentrali nella zona presuturale o in prossimità della sutura trasversa. Zampe relativamente lunghe e sottili, con femori anteriori non ingrossati e tibie anteriori prive di sperone.
Importante, ai fini della determinazione tassonomica, è la conformazione della venatura alare. Elementi diagnostici sono i seguenti:
- Costa estesa fino alla terminazione della media;
- primo ramo del settore radiale (R2+3) particolarmente convesso e strettamente ravvicinato alla costa dopo la terminazione del ramo anteriore della radio (R1);
- vena trasversa medio-cubitale discale (dm-cu) con profilo angoloso, simile ad una V aperta.

Gli altri caratteri sono generici in quanto ricorrenti nella maggior parte degli Efidridi: subcosta incompleta, radio suddivisa in tre rami, media indivisa, prima anale e ramo CuA2 della cubito rudimentali, cellula cup aperta e prima basale fusa con la discale.
| Schema della nervatura alare Fratture costali: hb: frattura omerale; sb: frattura subcostale. Nervature longitudinali: C: costa; Sc: subcosta; R: radio; M: media; Cu: cubito; A: anale. Nervature trasversali: h: omerale; r-m: radio-mediale; dm-cu: medio-cubitale discale. Cellule: br: 1ª basale; bm+dm: 2ª basale fusa con la discale. |

## Biologia
Clanoneurum è uno dei pochi generi della famiglia degli Ephydridae comprendenti specie fitofaghe allo stadio larvale. La fitofagia è stata accertata nel neartico Clanoneurum americanum e nel paleartico Clanoneurum cimiciforme, mentre non è documentata per l'intero genere. Wirth et al. (1987) citano la fitofagia di Clanoneurum riferendosi in modo generico solo ad alcune specie, ma, in altri lavori, il regime fitofago è attribuito per estensione all'intero genere. In ogni caso si tratta di comunicazioni basate non su osservazioni dirette, bensì derivate dalla letteratura precedente.
Nei casi segnalati, il comportamento si manifesta in modo evidente come adattamento secondario dalla vita acquatica o semiacquatica in ambienti litoranei alla fitofagia endofitica. Le larve di entrambe le specie sono infatti minatrici delle foglie e degli steli di alofite. Un aspetto singolare è la monofagia o l'oligofagia, che si manifesta quasi esclusivamente a spese di specie della famiglia delle Chenopodiaceae: l'unico ospite di C. americanum si identifica con la specie Suaeda littoralis, mentre C. cimiciforme manifesta una moderata polifagia a spese delle chenopodiacee Atriplex sp., Beta maritima, Salicornia europaea, Suaeda sp. e della cariofillacea Spergularia rubra.

## Sistematica
Clanoneurum era in passato inserito nelle Psilopinae, ma a seguito dello scorporo di questa sottofamiglia, il genere è stato spostato con tutta la tribù degli Psilopini nella sottofamiglia delle Discomyzinae. Vi sono comprese solo quattro specie:
- Clanoneurum americanum Cresson, 1940
- Clanoneurum cimiciforme (Haliday, 1855)
- Clanoneurum menozzii Séguy, 1929
- Clanoneurum orientale Hendel, 1913

## Distribuzione
Nonostante il limitato numero di specie, il genere ha un'ampia distribuzione che si estende su quattro continenti. C. americanum è esclusivo del Nordamerica e si rinviene in ambienti salmastri delle coste dell'Atlantico e del Golfo del Messico. C. menozzii e C. cimiciforme sono invece esclusivi del Paleartico occidentale (Europa, Nordafrica e Medio oriente). C. orientale, infine, è presente solo nell'isola di Taiwan.
In Europa sono presenti entrambe le specie paleartiche, con una maggiore diffusione di C. cimiciforme. L'areale di quest'ultimo si estende dal bacino del Mediterraneo alle Isole Canarie al centro e nord Europa, fino alle Isole Britanniche, alla Germania e alla Polonia, mentre C. menozzi è segnalato esclusivamente in Francia e Italia.
In Italia, la presenza di C. menozzi è segnalata nel catalogo Fauna Europaea, limitatamente alla penisola, ma non si hanno riscontri nel catalogo di Fauna Italia. C. cimiciforme è invece diffuso dal nord alla Sicilia, con l'esclusione della Sardegna.